# Anoba glyphica
Anoba glyphica là một loài bướm đêm trong họ Erebidae.